# PGC 59408
LEDA/PGC 59408 ist eine Galaxie mit ausgedehnten Sternentstehungsgebieten im Sternbild Herkules am Nordsternhimmel, die schätzungsweise 139 Millionen Lichtjahre von der Milchstraße entfernt ist. Sie ist Mitglied der kleinen NGC 6278-Gruppe (LGG 409).